# Theodor Hoffmann (Fußballspieler)
Theodor „Theo“ Hoffmann (* 5. Juli 1940 in Östringen; † 31. Oktober 2011) war ein deutscher Fußballspieler. In der Oberliga Süd kam Hoffmann mit dem VfB Stuttgart von 1960 bis 1963 auf insgesamt 55 Spiele, in denen er vier Tore erzielte. In der Bundesliga absolvierte er von 1963 bis 1970 160 Spiele für die Stuttgarter und erzielte dabei zehn Tore. Mit 25 Ligaeinsätzen beendete er 1970/71 in der österreichischen Nationalliga beim SK Rapid Wien seine Laufbahn im Profibereich.

## Laufbahn
Der Defensivspieler kam 1959 aus dem nordbadischen Amateurbereich vom FC Östringen zum VfB Stuttgart, wo sein älterer Bruder Rudolf Hoffmann noch aktiv war. Theo debütierte am 11. September 1960 beim Auswärtsspiel gegen den VfR Mannheim (2:3) in der Oberliga Süd. Trainer Kurt Baluses, der Nachfolger von Georg Wurzer, hatte den 20-Jährigen als linker Außenläufer im damals praktizierten WM-System auflaufen lassen. Stürmer Erwin Waldner hatte die Schwaben zum FC Zürich verlassen und der VfB belegte am Rundenende den siebten Tabellenrang. Theo Hoffmann hatte neun Oberligaspiele absolviert. Ab seiner zweiten Runde, 1961/62, gehörte er mit 27 Ligaeinsätzen und vier Toren der VfB-Stammformation an, welche den fünften Rang erreichte. Die besten Torschützen waren Rolf Geiger und Manfred Reiner mit je 14 Toren und Theo Hoffmann wurde von Bundestrainer Sepp Herberger am 24. Oktober 1962 in Lyon bei einem Länderspiel gegen Frankreich (0:1) in die deutsche U-23-Auswahl berufen. Das letzte Oberligaspiel bestritt er mit dem VfB am 5. Mai 1963 bei einem Nachholspiel gegen Kickers Offenbach (1:1). Ab der Saison 1963/64 wurde die zentrale Fußball-Bundesliga gestartet.
Der VfB investierte deshalb in Neuzugänge: Es kamen die Rückkehrer Rolf Geiger (Mantua) und Erwin Waldner (Ferrara), sowie Hans Arnold vom VfR Mannheim und Gerd Menne vom FSV Frankfurt. Beim Starttag der Bundesliga, den 24. August 1963, führte Hoffmann die VfB-Defensive als Mittelläufer an. Der VfB verlor mit 0:2 beim FC Schalke 04. Die erste Bundesligarunde beendeten Hoffmann und Kollegen am 9. Mai 1964 mit einer 1:2-Auswärtsniederlage beim ersten Bundesligameister 1. FC Köln. Die Rot-Weißen aus Stuttgart belegten den fünften Rang und Hoffmann hatte in 28 Ligaeinsätzen fünf Tore erzielt. Im zweiten Bundesligajahr, 1964/65, erlebten Hoffmann und Kollegen am 24. Februar 1965 die Entlassung des bisherigen Trainers Baluses; der VfB stand nach 22 Spielen mit 18:26 Punkten auf dem 11. Platz, einen Punkt vor dem FC Schalke 04, der den vorletzten Platz (15. Rang) innehatte. Nach dem interimsmäßigen Aushelfen von Franz Seybold (25. Februar bis 7. März) übernahm ab dem 8. März der vormalige Trainer des Meidericher SV, Rudi Gutendorf, den Posten beim VfB Stuttgart. Das erste Heimspiel unter Gutendorf gewann der VfB am 27. März vor 60.000 Zuschauern mit 3:0 gegen 1860 München, das der Bundesligaspitze angehörte und im Europapokal der Pokalsieger sich gerade im Viertelfinale gegen Legia Warschau (4:0, 0:0) für das Halbfinale qualifiziert hatte. Mit Torhüter Günter Sawitzki und Hans Eisele, Rudi Entenmann, Klaus-Dieter Sieloff und Eberhard Pfisterer bildete Hoffmann dabei die sichere VfB-Abwehr gegen die Starstürmer aus München wie Alfred Heiß, Hans Küppers, Rudolf Brunnenmeier und Peter Grosser. Am Rundenende belegte Stuttgart mit 26:34 Punkten den 12. Rang und Hoffmann hatte in 23 Bundesligaeinsätzen vier Tore erzielt.
Gutendorf kam aber mit dem VfB nicht aus dem Mittelmaß heraus und wurde deshalb in der Runde 1966/67 ab dem 14. Dezember 1966 durch den Altinternationalen Albert Sing ersetzt. Mit Gilbert Gress (Racing Strasbourg) und Bo Larsson (Malmö FF) waren erstklassige internationale Neuzugänge nach Stuttgart gekommen und aus der Jugend die zwei hochtalentierten Offensivkräfte Horst Köppel und Karl-Heinz Handschuh in den Lizenzkader übernommen worden. Da war der 18. Platz mit 11:21 Punkten nach dem 16. Hinrundenspieltag (10. Dezember 1966) eindeutig zu wenig, das sprach nicht für Trainer Gutendorf. Nach dem Trainerwechsel wurde der 12. Platz erreicht, trotzdem kam mit Gunther Baumann zur Saison 1967/68 erneut ein neuer Trainer zum VfB. Theo Hoffmann kam der Wechsel gelegen, mit 33 Einsätzen gehörte er unter Baumann wieder eindeutig der Stammbesetzung an und der VfB erreichte den achten Rang. Im zweiten Baumann-Jahr, 1968/69, mischte Stuttgart mit Theo Hoffmann als Nachfolger des bisherigen VfB-Kapitäns Günter Sawitzki sogar nach einem 3:0-Heimerfolg am 15. März 1969 vor 74.000 Zuschauern gegen Tabellenführer FC Bayern München an der Tabellenspitze mit. Mit einem Punkt Rückstand zum FC Bayern belegte der VfB mit 33:19 Punkten den zweiten Platz. Hoffmann hatte als Abwehrchef Torjäger Gerd Müller ausschalten können und kam in der Saison auf 31 Einsätze. Nach dem Bayernspiel brach Stuttgart aber ein und holte lediglich noch drei Pluspunkte bis zum Rundenschluss. Mit 36:22 Punkten schloss man die Runde auf dem 5. Rang ab. Das letzte Jahr beim VfB verlief für Theo Hoffmann 1969/70 unbefriedigend; unter Trainer Franz Seybold kam er lediglich noch zu 14 Einsätzen und der VfB belegte den 7. Rang. Nach insgesamt 160 Bundesligaeinsätzen mit zehn Toren beendete er im Sommer 1970 seine Spielertätigkeit beim VfB Stuttgart und wechselte nach Österreich zum SK Rapid Wien.
In der Saison 1970/71 belegte er mit Rapid in der österreichischen Nationalliga den 3. Rang. Hoffmann hatte in 25 Spielen mitgewirkt. Mit Mitspielern wie Jørn Bjerregaard, Rudolf Flögel und Hans Buzek gelangte er im Cup bis in das Finale. Das verlor er mit Rapid mit 1:2 nach Verlängerung gegen FK Austria Wien. Mitte der 1970er-Jahre kam er wieder in seine Heimatgemeinde Östringen zurück, spielte aber nicht mehr aktiv beim FC Östringen.